# Вулиця Тараса Коваля
Ву́лиця Тара́са Кова́ля — вулиця в Деснянському районі міста Києва, місцевість Троєщина. Пролягає від вулиці Олексія Курінного (двічі, у формі букви С). Прилучаються вулиця Єдності та Кучанський провулок.

## Історія
Виникла у 1-й половині ХХ століття. До 2023 року носила назву на честь російського радянського поета Володимира Маяковського.
13 липня 2023 року Київська міська рада перейменувала вулицю на честь учасника російсько-української війни Тараса Коваля.